# Kittipong Phuthawchueak
Kittipong Phuthawchueak (thailändisch กิตติพงศ์ ภูแถวเชือก, * 26. September 1989 in Kalasin), auch als Ton (thailändisch ต้น) bekannt, ist ein thailändischer Fußballspieler.

## Karriere

### Verein
Kittipong Phuthawchueak erlernte das Fußballspielen auf der Sahatsakhansuksa School. Seinen ersten Vertrag unterschrieb er beim damaligen Erstligisten TOT SC in Bangkok. Bis 2010 stand er 18 Mal im Tor. 2011 wechselte er in die zweite Liga, der Thai Premier League Division 1, wo er sich dem Suphanburi FC anschloss. In Suphanburi stand er bis 2014 24 Mal im Tor. 2012 erreichte der Verein in der zweiten Liga den 2. Platz und stieg somit in die Thai Premier League auf. 2015 wechselte er nach Bangkok zum Erstligisten Bangkok United. Die komplette Saison 2018 sowie die Rückserie der Saison 2019 wurde er an den Ligakonkurrenten Ratchaburi Mitr Phol, der in Ratchaburi beheimatet ist, ausgeliehen. Nach Vertragsende in Bangkok wurde er Anfang 2020 fest von Ratchaburi verpflichtet. Nach vier Erstligaspielen für Ratchaburi unterschrieb er Anfang 2021 einen Vertrag beim Ligakonkurrenten Sukhothai FC. Am Ende der Saison 2020/21 musste er mit dem Verein in die zweite Liga absteigen. Nach dem Abstieg verließ er Sukhothai und schloss sich dem Erstligisten Police Tero FC an. Für den Hauptstadtverein stand er in Hinrunde 2021/22 siebenmal zwischen den Pfosten. Nach Ende der Hinrunde wurde sein Vertrag im Dezember 2021 aufgelöst. Ende Dezember 2021 unterschrieb er einen Vertrag beim amtierenden Meister BG Pathum United FC. Am 6. August 2022 gewann er mit BG den Thailand Champions Cup. Das Spiel gegen Buriram United im 80th Birthday Stadium in Nakhon Ratchasima gewann man mit 3:2. Am 20. Mai 2023 stand BG das Endspiel des Thai League Cup. Das Finale wurde gegen Buriram United mit 2:0 verloren. Am 16. Juni 2024 stand er mit BG im Finale des Thai League Cup. Hier gewann man durch ein Tor von Teerasil Dangda gegen Muangthong United mit 1:0. Im Sommer 2024 wechselte er auf Leihbasis zum ebenfalls in der ersten Liga spielenden Muangthong United. Am 24. Mai 2025 stand er mit Muangthong im Finale des FA Cups, das man mit 3:2 gegen den Meister Buriram United verlor. Für Muangthong bestritt er 19 Ligaspiele. Nach der Ausleihe kehrte er zu BG zurück. Hier wurde sein Vertrag jedoch nicht verlängert. Im Juni 2025 verpflichtete ihn der Erstligaaufsteiger Kanchanaburi Power FC.

### Nationalmannschaft
Kittipong Phuthawchueak gab sein Debüt in der thailändischen Nationalmannschaft am 31. Mai 2022 in einem Freundschaftsspiel gegen Bahrain. Bei der Südostasienmeisterschaft 2022 stand er in vier Gruppenspielen sowie einem Halbfinalspiel im Tor. Am Ende konnte man sich in den beiden Endspielen gegen Vietnam mit insgesamt 3:2 durchsetzen. In den Endspielen kam er nicht zum Einsatz.

## Erfolge

### Verein
Ratchaburi Mitr Phol FC
- Thailändischer Pokalsieger: 2019 (Finalist)

BG Pathum United FC
- Thailändischer Vizemeister: 2021/22
- Thailändischer Supercup-Sieger: 2022
- Thailändischer Ligapokalsieger: 2023/24
- Thailändischer Ligapokalfinalist: 2022/23

Muangthong United
- Thailändischer Pokalfinalist: 2024/25

### Nationalmannschaft
Thailand
- Südostasienmeisterschaft: 2022